# Бескайнар (Талгарский район)
Бескайнар (каз. Бесқайнар, до 199? г. — Горный Садовод) — село в Талгарском районе Алматинской области Казахстана. Административный центр Бескайнарского сельского округа. Находится примерно в 14 км к юго-западу от города Талгар. Код КАТО — 196239100.
В селе находится детский оздоровительный лагерь «Тау Самал».
Рядом расположены турбаза «Алматау» и горнолыжный курорт «Табаган».

## Население
В 1999 году население села составляло 1941 человек (976 мужчин и 965 женщин). По данным переписи 2009 года, в селе проживало 2008 человек (987 мужчин и 1021 женщина).